# Neuer Markt 12 (Stralsund)
Das Haus mit der postalischen Adresse Neuer Markt 12 ist ein denkmalgeschütztes Gebäude am Neuen Markt im Stralsunder Stadtgebiet Altstadt.

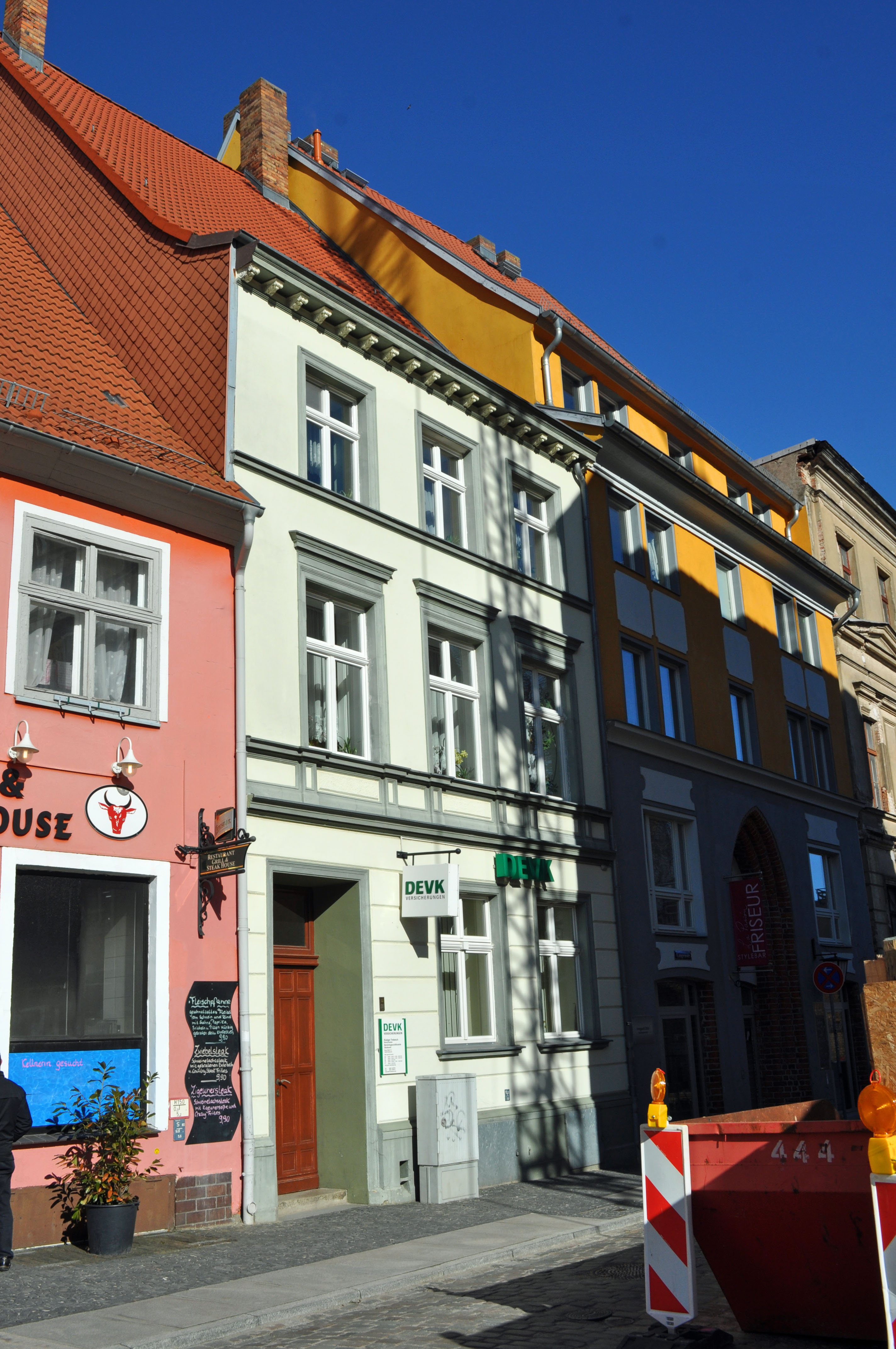
Das Haus Neuer Markt 12 in Stralsund (2012)

Der dreigeschossige und dreiachsige, traufständige Putzbau mit hohem Satteldach wurde in der Mitte des 19. Jahrhunderts errichtet.
Die Fassade ist gegliedert durch Stockwerkgesimse, das Erdgeschoss ist mit Putzbänderung gestaltet. Die Fenster im ersten Obergeschoss weisen eine Fensterverdachung auf.
Das Haus liegt im Kerngebiet des von der UNESCO als Weltkulturerbe anerkannten Stadtgebietes des Kulturgutes „Historische Altstädte Stralsund und Wismar“. In die Liste der Baudenkmale in Stralsund ist es mit der Nummer 601 eingetragen.